# 19136 Штрассман
19136 Штрассман (19136 Strassmann) — астероїд головного поясу, відкритий 10 січня 1989 року.
Тіссеранів параметр щодо Юпітера — 3,404.